# NOVA School of Law
A NOVA School of Law, anteriormente Faculdade de Direito da Universidade Nova de Lisboa (FDUNL), é uma das faculdades da Universidade Nova de Lisboa.
Está sedeada no Campus de Campolide, em Lisboa. Está planeada a transferência deste campus para um campus em Carcavelos, próximo à NOVA SBE.

## História
A 17 de Julho de 1996, criada pelo Despacho n.º 164/ME/96 do Ministro da Educação, Marçal Grilo, quis constituir um pólo inovador no ensino do Direito em Portugal, mediante o progresso da investigação de novas disciplinas, e com o objectivo de dar resposta a novas exigências de formação profissional, como o disse a Comissão Instaladora, presidida pelo Professor Doutor Diogo Freitas do Amaral, o founding father da instituição.

## Ensino

### Oferta
A faculdade oferece uma licenciatura em Direito, tendo ainda um programa de doutoramento e várias pós-graduações.

### Corpo docente
Com um corpo docente constituído quase exclusivamente por doutorados e um reduzido número de assistentes, o ensino nesta faculdade assenta na proximidade com o aluno. Outro dos seus pontos de honra é a ligação à prática, evitando que se caia demasiado em teorizações, desaquadas ao que os estudantes encontrarão no seu mundo de trabalho, insistindo em disciplinas como Prática Jurídica Interdisciplinar, que quebram os compartimentos estanque das disciplinas, e pondo em acção todos os conhecimentos adquiridos.